# برتقال ياباني
الكمكوات أو البرتقال الذهبي أو البرتقال الياباني أو الليمون الياباني (الاسم العلمي:Citrus japonica) هو نوع من النباتات يتبع جنس الليمون من الفصيلة السذابية. وهي فاكهة بلون برتقالي صغيرة الحجم، تزن بين 8 إلى 10 غرامات. يبدو شكلها كحبة زيتون كبيرة وتتميز بطعمها الحلو. إن تناول سبع حبات منها سيزودنا بـِ حوالي 20% على الأقل من احتياجاتنا اليومية من الألياف والفيتامين سي. يمكننا إضافتها إلى أنواع السلطات المختلفة وبعض الأطباق البحرية.

## معلومات البرتقال الياباني
البرتقال الذهبي اسمه العلمي "سيتروس جابونيكا تفرضه اليابان الحمضيات"، وثمرته أصغر ثمار الموالح حجما، ولونها برتقالي لامع تزيد قليلا عن ثمرة الكريز، وتؤكل الثمرة كلها بقشرها. المملكة: النبات القسم: Magnoliophyta الصنف: Magnoliopsida الرتبة: Sapindales الفصيلة: Rutaceae الجنس: حمضيات الجنيس: Fortunella يتراوح ارتفاع شجرة الكمكوات ما بين 8 حتى 15 قدم،، تتراوح قياسات أوراق الكمكوات الداكنة ما بين 1,25 - 3,5 إنش تصنف هذه الفاكهة على أنها بلا بذور،، الكمكوات لا يتأثر بالبرودة والصقيع،، من الأنواع الشائعة: Nagami - Marumi Marumi البرتقال الذهبي Nagami البرتقال الذهبي.
تختلف عن غيرها من أنواع الحمضيات في أن يدخل في فترة الشتاء السكون العميق حتى أنها ستبقى من خلال عدة أسابيع من الطقس الدافئ لاحقا من دون طرح جديدة أو تزدهر. على الرغم من قدرتها على البقاء درجات الحرارة المنخفضة، كما هو الحال في المناطق القريبة من سان فرانسيسكو، كاليفورنيا، وتنمو أشجار البرتقال الذهبي إنتاج أفضل وأكبر وأكثر حلاوة الفاكهة في المناطق الأكثر دفئا. و تؤكل نيّئة. وكما هو قشرة الحلو ويعتبر ثمرة ناضجة عندما تصل إلى مرحلة الأصفر والبرتقالي.

## اماكن زراعتها
الهند والصين وتايوان وجنوب شرق آسيا واليابان والشرق الأوسط وأوروبا و (وخاصة كيركيرا، اليونان) وجنوب الولايات المتحدة (وخاصة في فلوريدا وكاليفورنيا). وحاليا تزرع بكثره في مصر.
البرتقال الياباني أو البرتقال الذهبي أو الكمكوات (الاسم العلمي: Citrus japonica) (بالإنجليزية: Kumquat)‏ هو فاكهة من أنواع الموالح، ثماره لونها برتقالي صغيرة الحجم تزن بين 8-10 جم.وتعد واحده من أثمن الفواكه في الوطن العربي.